# Karol Tarnowski

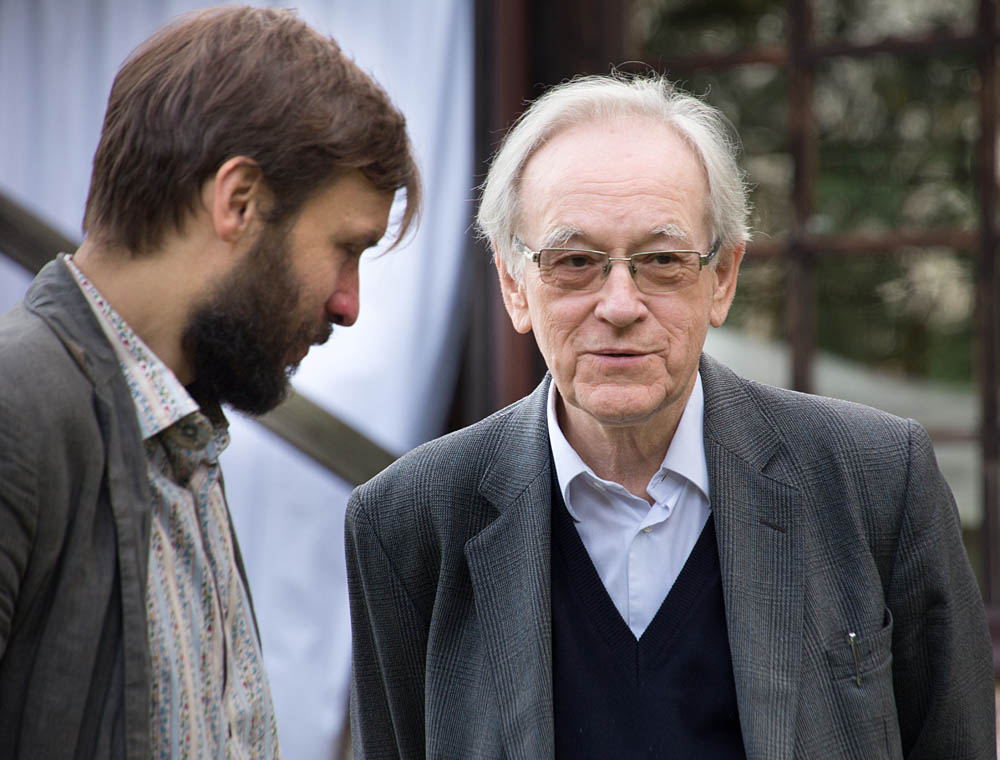
Karol Tarnowski z Andrzejem Serafinem podczas drugiej edycji Akademii Platońskiej w Lanckoronie w 2018 roku.

Karol Benito Tarnowski (ur. 20 lutego 1937 w Krakowie) – polski filozof, profesor nauk humanistycznych, nauczyciel akademicki Uniwersytetu Papieskiego Jana Pawła II w Krakowie i Uniwersytetu Jagiellońskiego. Specjalizuje się w problematyce filozofii Boga i podmiotu, a także w filozofii postsekularnej. Inspiruje się francuską filozofią ducha (Jean Nabert, Louis Lavelle) oraz szeroko rozumianą fenomenologią (Jean-Luc Marion, Martin Heidegger, Emmanuel Levinas).

## Życiorys
W 1972 ukończył studia filozoficzne w Uniwersytecie Jagiellońskim. Tam też uzyskał w 1978 na podstawie rozprawy pt. Faktyczność i bycie u wczesnego Heideggera stopień doktora nauk humanistycznych. W 1988 na Wydziale Filozofii Chrześcijańskiej Akademii Teologii Katolickiej w Warszawie na podstawie dorobku naukowego oraz rozprawy pt. Bóg i wiara w filozofii Gabriela Marcela otrzymał stopień doktora habilitowanego nauk humanistycznych w dyscyplinie filozofia w specjalności filozofia religii. W 1999 uzyskał tytuł naukowy profesora nauk humanistycznych.
W 1978 podpisał deklarację założycielską Towarzystwa Kursów Naukowych.
Wykłada na UPJPII oraz UJ. Kierownik Katedry Filozofii Boga na PAT(obecnie UPJPII), współtworzył Wydział Filozoficzny PAT (z Tischnerem), jest redaktorem naczelnym serii „Filozofia i religii” (najpierw Znak, później Homini) oraz „Teologia żywa” (Znak). Członek m.in. Polskiej Akademii Umiejętności.
W 1996 pod jego kierunkiem stopień naukowy doktora uzyskał Krzysztof Mech.
Jest również pianistą.

## Życie prywatne
Urodził się w rodzinie ziemiańskiej. Syn Karola Hilarego Tarnowskiego, współzałożyciela ziemiańskiej organizacji "Uprawa", oraz Janiny Wandy zd. Pawlikowskiej. Wnuk Jana Gwalberta Pawlikowskiego, przyrodni brat Jacka Woźniakowskiego. Jego powinowatym był poeta Adam Zagajewski.

## Publikacje
- Pragnienie metafizyczne, Kraków, Znak 2017.
- Tropy myślenia religijnego, Kraków, Instytut Myśli Józefa Tischnera 2009.
- Usłyszeć niewidzialne, Zarys filozofii wiary, Kraków, Instytut Myśli Józefa Tischnera 2005 (Nagroda im. księdza Józefa Tischnera oraz Nagrodę Stowarzyszenia Wydawców Katolickich „Feniks”).
- Bóg Fenomenologów, Tarnów, Biblos 2000.
- Wiara i Myślenie, Kraków, Znak 1999.
- Człowiek i Transcendencja, Kraków, Znak 1995, wyd. II Znak 2007.
- Ku Absolutnej Ucieczce, Bóg i wiara w filozofii Gabriela Marcela, Kraków, WN PAT 1993. (rozprawa habilitacyjna)